# Ilias Chatzipavlis
Ilias Chatzipavlis (griechisch Ηλίας Χατζηπαυλής; * 24. Mai 1949 in Piräus) ist ein ehemaliger griechischer Segler.

## Erfolge
Ilias Chatzipavlis gab sein Olympiadebüt bei den Olympischen Spielen 1972 in München, bei denen er in der Bootsklasse Finn-Dinghy an der Regatta im Olympiazentrum Schilksee in Kiel teilnahm. Mit 71 Punkten schloss er den Wettbewerb hinter Serge Maury auf dem zweiten Rang ab und gewann somit die Silbermedaille. Bei seiner zweiten Olympiateilnahme 1980 in Moskau, bei der er bei der Eröffnungsfeier als Fahnenträger der griechischen Delegation fungierte, kam er im Finn-Dinghy nicht über den zehnten Rang hinaus. Im Anschluss wechselte er in die Bootsklasse Star, in der er zwei weitere Olympische Spiele bestritt. 1984 wurde er in Los Angeles mit Leonidas Pelekanakis Sechster und vier Jahre darauf in Seoul mit Konstantinos Manthos Zehnter.